# Boris Nevzorov
Pour les articles homonymes, voir Nevzorov.
Boris Gueorguievitch Nevzorov (en russe : Бори́с Гео́ргиевич Невзо́ров), né le 18 janvier 1950 à Starominskaïa dans le kraï de Krasnodar et mort le 18 février 2022, est un acteur soviétique puis russe de théâtre et de cinéma, également réalisateur et pédagogue. 
Il a été nommé artiste du peuple de la fédération de Russie en 2011. Il s'est fait connaître en France par son rôle de Trophime dans le film L'Inondation (1994) aux côtés d'Isabelle Huppert.

## Biographie
Boris Nevzorov naît dans une stanitsa près de Krasnodar dans la famille d'un ouvrier responsable du PCUS. Il passe son enfance et sa jeunesse à Astrakhan. En 1967-1968, il est acteur du théâtre de la jeunesse d'Astrakhan. Il entre à l'école d'art dramatique Chtchepkine de Moscou en 1968. Il termine en 1975 l'école-studio du Théâtre d'Art académique de Moscou (MkhAT). De 1975 à 1982, il appartient à la troupe du Nouveau Théâtre dramatique de Moscou. De 1984 à 1986, il est acteur au Théâtre Mossoviet, puis retourne au Nouveau Théâtre dramatique. De 1989 à 1991, il travaille pour le Studio Gorki. De 1993 à 1995, il est acteur au Théâtre dramatique Stanislavski de Moscou. Depuis 2005, il est dans la troupe du Théâtre Maly. Dans les années 2000-2010, il tourne dans de nombreuses séries télévisées.
Il enseigne l'art dramatique au GITIS.
Le 21 mars 2011, on lui attribue le titre d'Artiste du peuple de la fédération de Russie. Le 11 juillet 2021, pour sa grande contribution au développement de la culture et de l'art nationaux, et ses nombreuses années d'activité fructueuse, il est décoré de l'Ordre de l'Amitié.
Boris Nevzorov est décédé le 18 février 2022 à Moscou à l'âge de 73 ans des suites du coronavirus. La cérémonie d'adieu et les funérailles ont eu lieu le 24 février 2022 au cimetière Troïekourovskoïe.

### Vie privée
Boris Nevzorov se marie à l'âge de 19 ans avec une critique de théâtre, Marina, dont il a un fils, Boris. Après son divorce, Marina se marie en secondes noces et demande à son ex-mari de cesser de voir Boris, puis s'installe en Angleterre ; les relations entre le père et le fils cessent.
Boris Nevzorov épouse en deuxième noces l'actrice Anastasia Ivanova qu'il a connue pendant le tournage du film Je ne peux pas dire adieu et dix-huit mois plus tard naît leur fille Polina. Anastasia Ivanova meurt tragiquement le 3 juin 1993. Veuf, il reste seul avec sa fille. Celle-ci voulait faire une carrière d'actrice, mais s'oriente sur les conseils de son père vers la médecine.
Boris Nevzorov épouse en troisièmes noces le 15 juin 1996 Alla Panova qu'il avait connue pendant ses années estudiantines à l'école Chtchepkine, leur divorce est prononcé en 2010.
Il partage enfin sa vie avec une comptable, Ielena Khripounova, plus jeune de vingt-cinq ans. Ils ont une fille en 2020 du nom d'Anastasia.

## Théâtre

### Théâtre dramatique Stanislavski
- 1999 : Le Bourgeois gentilhomme de Molière : Monsieur Jourdain

### Théâtre Maly
- 2006 : Le Révizor de Gogol. Mise en scène de Youri Solomine : Liapkine-Tiapkine
- 2007 : Dimitri Samozvanets et Basile Chouïski d'Ostrovski : Chouïski
- 2009 : Loups et Brebis d'Ostrovski : Lynaïev
- 2010 : Mariage, mariage, mariage! d'après Tchekhov : Tchouboukov
- 2011 : Don Juan d'Alexis Tolstoï : Satan
- 2012 : Les Enfants de Vaniouchine de Sergueï Naïdenov : Vaniouchine
- 2014 : Mascarade de Lermontov : l'Inconnu
- 2020 : Les Physiciens de Friedrich Dürrenmatt : Ernst Heinrich Ernesti, surnommé Einstein, patient

## Filmographie partielle

### Acteur
- 1975 : Le Maréchal de la révolution (Маршал революции) : Vassili Blücher
- 1980 : Le Chef constructeur (Главный конструктор) : Kochkine
- 1981 : Les Gens du marais (Люди на болоте) : Evkhim
- 1982 : Les Cloches rouges 2 : Eremeïev
- 1982 : Trouver et neutraliser (Найти и обезвредить) : Fiodor
- 1985 : Ici Moscou! (Говорит Москва) : Orlov
- 1985 : La Russie du début (Русь изначальная) : Vseslav
- 1988 : Les Paysans libres (Гулящие люди) : Lazare Palytch
- 1990 : Stalingrad : le général Krylov
- 1991 : La Sorcière de Iastra (Ятринская ведьма) : Youri Morak
- 1994 : L'Inondation : Trophime
- 1994 : Les Fleurs de province (Цветы провинции) : le père
- 2013 : Le Major : Pankratov
- 2014 : L'Idiot ! : Fedotov
- 2016 : Sophie (série télévisée historique) : le boyard Mamonov
- 2016 : La Robe bleue
- 2020 : Le Dernier ministre (Последний министр) (série télévisée) : Sergueï Alexandrovitch Gavrioutine

### Réalisateur
- 1993 : Le Pope avait un chien (У попа была собака…)
- 2008 : Une femme sans passé (Женщина без прошлого)